# Olivier Debroise
Olivier Debroise (Jerusalén, Israel, 26 de julio de 1952 - Ciudad de México, 6 de mayo de 2008) fue un novelista, historiador, crítico de arte, curador y cineasta.
Vivió en México desde 1969, donde realizó la mayor parte de su trabajo e investigaciones. Cursó estudios Superiores en la Universidad de París y la Facultad de Filosofía y Letras de la UNAM, el Instituto de Estudios Superiores en Cinematografía en París y en El Colegio de México.
Escribió ensayo, crónica, guion y novela. Fue colaborador de El Norte, La Jornada, Reforma, Nexos, Siempre! y realizador del largometraje Un Banquete en Tetlapayac (2000).
Dirigió y organizó diversas exposiciones a nivel nacional e internacional, entre ellas: «Modernidad y modernización en el arte mexicano» (Museo Nacional de Arte, Ciudad de México, 1991); The Bleeding Heart / «El Corazón Sangrante» (ICAA, Boston, 1991) y la muestra itinerante «David Alfaro Siqueiros: Retrato de una década» (Museo Nacional de Arte, Ciudad de México, 1997).
En el 2004 fue nombrado responsable de colecciones de arte contemporáneo de la Dirección General de Artes Visuales de la Universidad Nacional Autónoma de México y asesor por México del Recovering the Critical Sources of Latin America and Latino Art del Internacional Center for the Arts of the Americas (ICAA). La última exposición que hizo para la UNAM fue «La era de la discrepancia: arte y cultura visual en México, 1968-1997». 
En 1998, recibió el Premio Bellas Artes de Narrativa Colima para Obra Publicada por su novela Crónica de las destrucciones.
Entre sus publicaciones destacan Fuga Mexicana: Un recorrido por la fotografía de México; Figuras en el trópico, plástica mexicana, 1920-1940;  La Era de la Discrepancia. Arte y Cultura Visual en México,1968-1997; El arte de mostrar el arte mexicano. Ensayos sobre los usos y desusos del exotismo en tiempos de globalización 1992-2007.
Murió en la Ciudad de México en 2008, pocos meses antes de que se inaugurara el último proyecto de investigación y ejercicio curatorial en el que participaría dentro del entonces por inaugurarse Museo Universitario Arte Contemporáneo. Su muerte fue relacionada con fatiga crónica.